# Huovonlampi
Huovonlampi är en sjö i kommunen Hankasalmi i landskapet Mellersta Finland i Finland. Den är 2,7 meter djup. Arean är 40 hektar och strandlinjen är 3,61 kilometer lång. Sjön  ingår i Kymmene älvs huvudavrinningsområde.   Den ligger omkring 46 kilometer öster om Jyväskylä och omkring 260 kilometer norr om Helsingfors. 